# Jean Estrade
Pour les articles homonymes, voir Estrade (homonymie).

a Compétitions nationales et continentales officielles uniquement.

Jean Estrade, né le 29 mai 1921 à Pontacq et mort le 4 octobre 2015 à Lourdes, est un joueur français de rugby à XV qui jouait au poste d’ailier. Jouant successivement à la Section paloise puis au FC Lourdes il remporte quatre titres de champion de France lors des saisons 1945-1946, 1947-1948, 1951-1952 et 1952-1953. 
Jean Estrade fut également une figure de la Résistance, dans le Corps franc Pommiès. 
Grâce à son magasin à l'entrée de la grotte de Massabielle, il devient un des mécènes du club de Lourdes qui remporte six titres de champion de France entre 1952 et 1960. 
Il est élu maire de sa ville natale de Pontacq en 1965 et obtient cinq mandats consécutifs jusqu'en 1995.
Martine Lignières-Cassou est sa nièce.

## Biographie

### Études
Jean Estrade est natif de Pontacq et y effectue ses études primaires au Collège Saint Joseph.
Jean Estrade est ensuite élève de 1936 à 1940 au Lycée Louis Barthou de Pau, où il devient le capitaine de l'équipe de rugby des Coquelicots.

### Résistance
En mars 1943, Jean Estrade est déporté en Allemagne pour le service du travail obligatoire (France). A son retour en Béarn,  Estrade rejoint les résistants de Pontacq, qui font partie du Corps-Franc-Pommiès. Estrade combat l’ennemi nazi jusqu’à Stuttgart et est décoré de la Croix du combattant volontaire de la Résistance, de la Croix de guerre, de la médaille militaire et de la croix de la Légion d’honneur.

### Carrière sportive dans le rugby à XV

#### Section paloise
En 1942, il signe à la Section paloise. Déporté en 1943, Estrade revient au club après la guerre et devient champion de France de rugby en 1946 face au FC Lourdes.

« J’avais débuté à la Section en 1942. Mais en 1943, les Allemands sont venus me chercher, chez moi à Pontacq, et j’ai été déporté. Je suis revenu en 1943, je me suis planqué, j’ai fait de la Résistance avec mes copains du Corps Franc Pommiès. Pendant tout ce temps, bien sûr, plus question de rugby. J’ai repris le chemin de la Croix du Prince le premier dimanche de septembre, comme spectateur et comme joueur le dimanche suivant. Et quelque mois plus tard j’étais champion de France »

— Jean Estrade, Section paloise: mémoires de rugby

#### FC Lourdes
Impressionnés par sa prestation, les dirigeants du FC Lourdes le recrutent au début de la saison 1947-1948. Estrade contribuera à faire de son nouveau club une référence du jeu de mouvement et d'attaque, et sera champion de France avec le FCL en 1948, 1952 et 1953. 
Estrade remporte également la Coupe de France à deux reprises.

#### Palmarès
- Championnat de France de première division :
  - Champion (4) : 1946, 1948, 1952 et 1953

- Coupe de France :
  - Vainqueur (2) : 1950 et 1951
  - Finaliste (1) : 1948 contre le Castres olympique

### Carrière politique
Il débute sa vie politique comme adjoint du maire Pierre Conte, de 1959 à 1965. 
En 1965, Estrade est élu maire de sa ville natale de Pontacq et effectue cinq mandats consécutifs jusqu'en 1995.

## Postérité
Le stade de Pontacq est rebaptisé en 2018 « Stade Jean Estrade ».